# Sindrom adrenalne izgorelosti
Sindrom adrenalne izgorelosti (SAI oz. adrenalna izgorelost) je izraz, ki se uporablja v alternativni medicini in temelji na domnevi, da je lahko zaradi kroničnega stresa ali okužb nadledvičnica preobremenjena in nesposobna proizvodnje dovoljšnjih količin hormonov, zlasti kortizola. Domneva nima znanstvene podlage in izraz se ne sme zamenjevati s številnimi dejanskimi okvarami nadledvičnice, kot so adrenalna insuficienca ali addisonova bolezen.
Znanstvena in strokovna javnost adrenalne izgorelosti ne priznavata kot diagnoze. Ne simptomi in ne samo stanje nimajo enoznačne in priznane opredelitve. S sistematičnim pregledom raziskav niso zaznali nobenega dokaza o obstoju sindroma adrenalne izgorelosti, kar pritrjuje konsenzu endokrinologov, da gre za mit.
Sindrom adrenalne izgorelosti naj bi se kazal kot psihična motnja, najpogosteje v obliki hudih depresivnih in/ali anksioznih simptomov, lahko pa tudi v obliki somatskih znakov. Pod sindrom adrenalne izgorelosti uvrščajo stanje tik pred adrenalnim zlomom in obdobje po adrenalnem zlomu. Na adrenalni zlom naj bi kazala skoraj popolna izguba energije ter velik psihofizičen in nevrološki zlom. Za obdobje po adrenalnem zlomu pa naj bi bilo značilno, da prvi popolni izčrpanosti sledi obdobje intenzivnih vpogledov, sprememba vrednostnega sistema in transformacija osebnostnih lastnosti. Po domnevi naj bi obdobje pred zlomom trajalo nekaj mesecev, sam zlom nekaj tednov, okrevanje po njem pa v povprečju od dveh do štirih let, lahko pa tudi do 6 let.